# ピケッティング

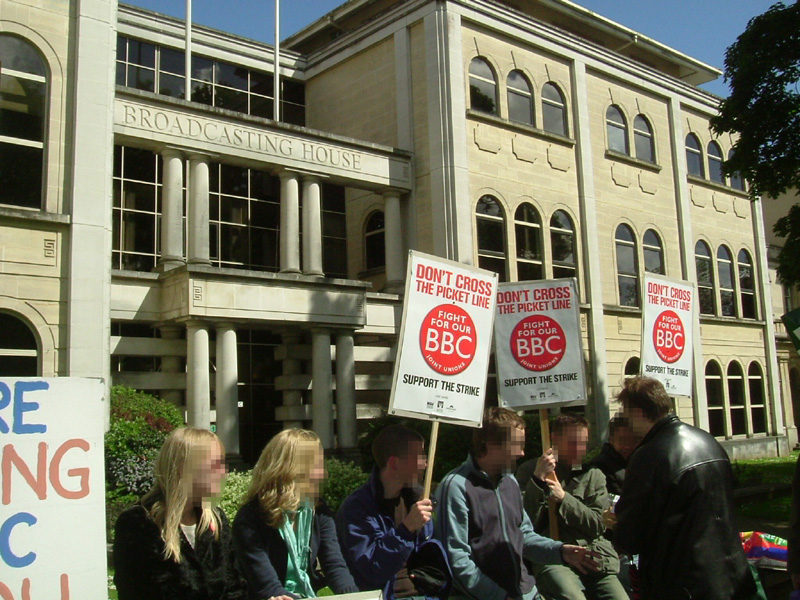
ストライキに臨んでピケッティングを行うBBCの社員たち（2005年）

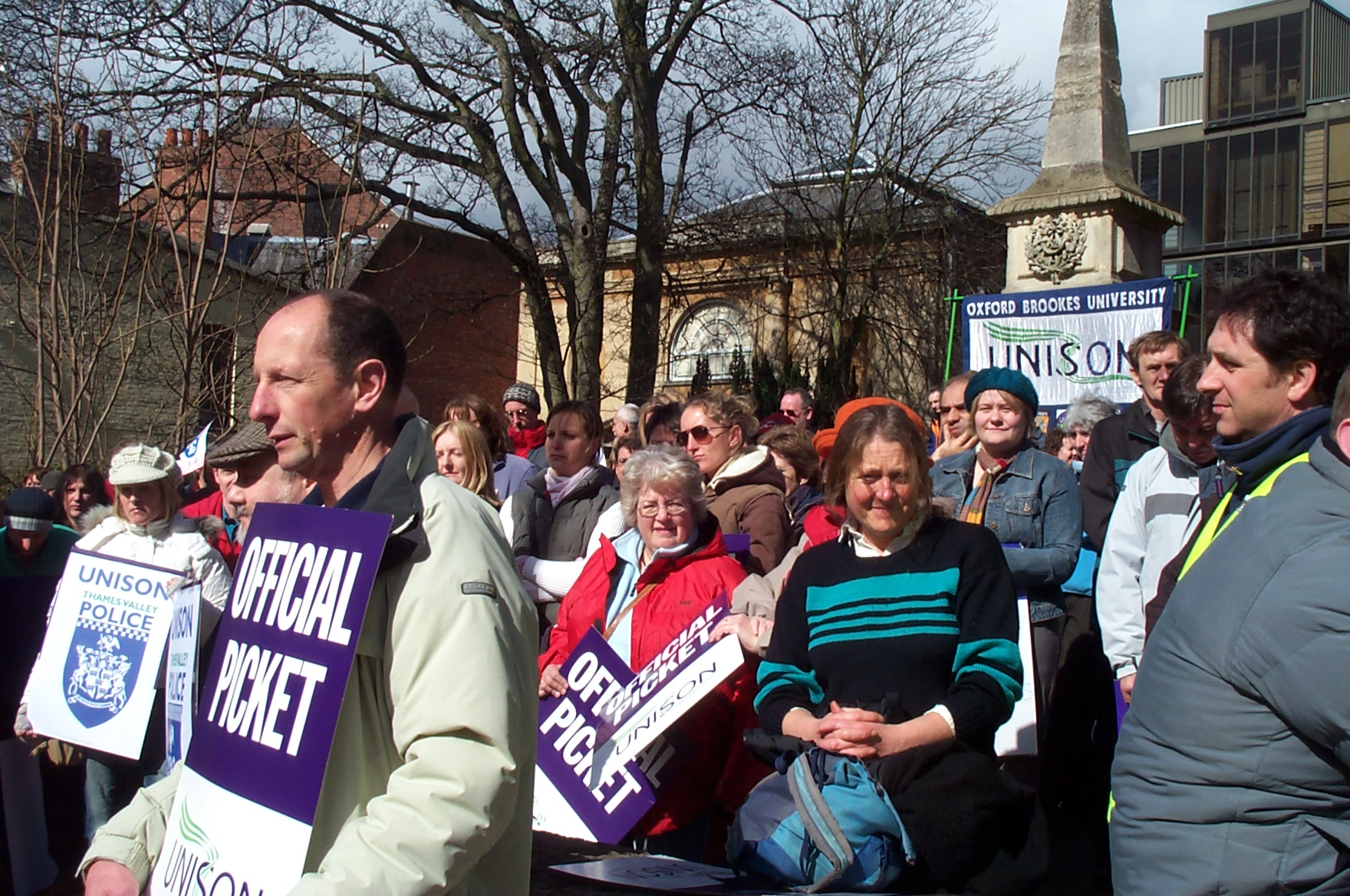
ピケッティングを行う労働者たち

ピケッティング（英: picketing）は、ストライキが行われている事業所等に労働者の見張りを置き、スト破り（スキャッブ、scab）の就労阻止、他の労働者へのストライキ参加の促進、一般人へのストライキのアピール等をする行為を言う。日本語ではピケと略されることが多い。語源のピケット（picket）は監視員の意味である。

## ピケの合法性と違法性

### アメリカ合衆国
アメリカにおいては、平和的説得により行われる場合に限って合法とする流れである。ピケッティングは、はじめて裁判に登場した1880年から刑法上の犯罪ではないが民事上非合法にもなりうる行為として取り扱うのが普通であった。その場合、スト破り労働者に穏やかに話しかけ説得を試みることは認められたが、実際のピケは集団で気勢をあげスト破りを非難するのが通例であったから、穏やかと認められない場合もあった。少数の判決では、合法なピケなどありえないという判断さえ示された。また、一部ではピケッティングにさまざまな制限を課して実際上活動できなくするような州法が作られた。
1940年に、合衆国最高裁判所は、言論の自由の一部としてピケを積極的に認めるソーンビル判決を出した。ピケは労働争議の存在を知らしめる言論活動の一種であり、これに禁止的制限をかける州法は合衆国憲法修正第14条に照らして無効であるというものである。

### 日本
ピケッティングの違法性は行為の態様によって異なる。スクラムや座り込みでスト参加者以外の就労阻止、脱落者の防止を監視するという態様が多いことから、威力業務妨害の問題が圧倒的に多い。
判例によると、「当該行為の具体的状況その他諸般の事情を考慮に入れ、それが法秩序全体の見地から許容されるべきものであるか否かを判定」する（後掲久留米駅事件）とされる。したがって、この条件に合うものであれば、違法性はないということである。最高裁はこの定式の下、実力行使を厳しく評価する判決を下している。
ピケッティングによる正当でない暴力行為があった場合でも、ストライキそのものの正当性が失われるわけではない。

#### 日本における裁判例
- 新聞社の活版工場で非組合員が職場に入ろうとしたところ、組合員がスクラムを組んでそれを妨げた行為は、正当な争議行為とは言えない（最高裁判所昭和27年10月22日大法廷判決、朝日新聞社小倉支店事件）。
- 信号所の勤務員にストライキへの参加を勧誘する目的で係員以外の立ち入りが禁止されている信号所に立ち入り、ピケッティングを行った行為は刑法上違法性を欠くものではない（最高裁判所昭和48年4月25日大法廷判決、久留米駅事件、建造物侵入罪、公務執行妨害罪の成立が認められた）。
- タクシー会社において、タクシーの運行を阻止するためにタクシーのそばに座り込み、タクシーが運行できない状況におく行為は、正当な争議行為とは言えない（最高裁判所平成4年10月2日判決、御國ハイヤー事件）。